# Catherine Gorne-Achdjian
Catherine Gorne-Achdjian est une costumière française, travaillant pour le cinéma et le théâtre.

## Théâtre (sélection)
- 1985 : Chapitre II (en) de Neil Simon
- 1991 : En conduisant Miss Daisy d'Alfred Uhry
- 1992 : La Valse des toréadors de Jean Anouilh
- 1993 : Lundi 8 heures de Jacques Deval
- 1994 : Les affaires sont les affaires d'Octave Mirbeau
- 1994 : La Guerre civile d'Henry de Montherlant
- 1995 : Noces de sable de Didier Van Cauwelaert
- 1999 : À torts et à raisons d'après Ronald Harwood
- 1999 : Staline mélodie d'après David Pownall
- 1999 : Fernando Krapp m'a écrit cette lettre de Tankred Dorst
- 2001 : Un contrat de Tonino Benacquista
- 2001 : La Boutique au coin de la rue d'après Miklos Laszlo
- 2002 : La presse est unanime de Laurent Ruquier
- 2002 : Oncle Vania d'Anton Tchekhov

## Filmographie (sélection)

### Cinéma
- 1984 : P'tit Con de Gérard Lauzier
- 1985 : Le Thé au harem d'Archimède de Mehdi Charef
- 1985 : Harem d'Arthur Joffé
- 1987 : Maladie d'amour de Jacques Deray
- 1988 : À gauche en sortant de l'ascenseur d'Édouard Molinaro
- 1991 : Mayrig d'Henri Verneuil
- 1993 : Les Ténors de Francis de Gueltz
- 1992 : 588, rue Paradis d'Henri Verneuil
- 1998 : Le Plus Beau Pays du monde de Marcel Bluwal
- 2001 : La Plage noire de Michel Piccoli
- 2004 : À vot' bon cœur de Paul Vecchiali
- 2004 : Les Fautes d'orthographe de Jean-Jacques Zilbermann
- 2010 : Ces amours-là de Claude Lelouch
- 2010 : Streamfield, les carnets noirs de Jean-Luc Miesch

### Télévision
- 2001 : L'Aîné des Ferchaux de Bernard Stora
- 2002 : Jean Moulin d'Yves Boisset
- 2005 : Trois jours en juin de Philippe Venault
- 2007 : La Dame d'Izieu d'Alain Wermus
- 2008 : Miroir, mon beau miroir de Serge Meynard
- 2009 : L'Affaire Salengro d'Yves Boisset

## Distinctions

### Récompenses
- César du cinéma 1986 : César des meilleurs costumes pour Harem

### Nominations
- Molière du créateur de costumes
  - en 1993 pour Lundi 8 heures
  - en 1995 pour Les affaires sont les affaires
  - en 2002 pour La Boutique au coin de la rue